# Giải bóng đá nữ vô địch U19 quốc gia 2017
Giải bóng đá nữ vô địch U19 quốc gia 2017 là giải bóng đá nữ dành cho lứa tuổi U19 ở Việt Nam. Đây là mùa giải thứ 11 do VFF tổ chức. Giải diễn ra theo hai lượt (lượt đi và lượt về) để tính điểm xếp hạng từ ngày 5 tháng 8 đến ngày 20 tháng 8 năm 2017 trên Sân vận động Thống Nhất, Thành phố Hồ Chí Minh.

## Các đội bóng
Tính đến ngày 9 tháng 7 năm 2017 trên trang chủ VFF.
- U19 Hà Nội
- U19 Thành phố Hồ Chí Minh
- U19 Than Khoáng Sản Việt Nam
- U19 Phong Phú Hà Nam.[2]

## Điều lệ giải đấu
Số Lượng
- Đội được đăng ký tối đa 7 quan chức (Trưởng đoàn, các Huấn luyện viên và cán bộ khác) và tối đa 25 cầu thủ.
- Trong mỗi trận đấu Đội được quyền đăng ký tối đa 20 cầu thủ (11 chính thức và 9 dự bị) và chỉ được phép thay thế tối đa 3 cầu thủ.

Phương thức thi đấu
Bốn Đội thi đấu vòng tròn hai lượt (lượt đi và lượt về) tập trung để tính điểm, xếp hạng.
Cách tính điểm, xếp hạng
- Đội thắng được 3 điểm, đội hoà được 1 điểm, đội thua được 0 điểm. Tính tổng số điểm của các Đội đạt được để xếp thứ hạng.
- Nếu có từ hai Đội trở lên bằng điểm nhau, thứ hạng các Đội sẽ được xác định như sau: trước hết sẽ tính kết quả của các trận đấu giữa các Đội đó với nhau theo thứ tự: Tổng số điểm, hiệu số của tổng số bàn thắng trừ tổng số bàn thua, tổng số bàn thắng. Đội nào có chỉ số cao hơn sẽ xếp trên.
- Trường hợp các chỉ số trên bằng nhau, BTC sẽ tiếp tục xét các chỉ số của tất cả các trận đấu trong giải theo thứ tự: Hiệu số của tổng số bàn thắng trừ tổng số bàn thua, Tổng số bàn thắng. Đội nào có chỉ số cao hơn sẽ xếp trên.
- Nếu các chỉ số vẫn bằng nhau, BTC sẽ tổ chức bốc thăm để xác định thứ hạng của các Đội (trong trường hợp chỉ có hai đội có các chỉ số trên bằng nhau và còn thi đấu trên sân thì sẽ tiếp tục thi đá luân lưu 11m để xác định đội xếp trên).[3]

## Kết quả chi tiết
Ngày 4 tháng 8 năm 2017, Ban tổ chức giải tiến hành bốc thăm lịch thi đấu tại Sân vận động Thống Nhất. Các trận đấu lượt đi và lượt về giải bóng đá nữ vô địch U19 Quốc gia năm 2017 sẽ diễn ra từ ngày 5/8 đến ngày 20/8/2017 tại Sân vận động Thống Nhất, Thành phố Hồ Chí Minh.

### Vòng 1
| U19 Phong Phú Hà Nam                                         | 0–1      | U19 Than Khoáng Sản Việt Nam  |
| ------------------------------------------------------------ | -------- | ----------------------------- |
| Trương Thị Ánh Nguyệt (28) 23' · Nguyễn Thị Minh Anh (5) 89' | Chi tiết | Nguyễn Thị Trúc Hương (7) 80' |

| U19 Thành phố Hồ Chí Minh      | 1–1      | U19 Hà Nội                                                                                               |
| ------------------------------ | -------- | --- |
| Nguyễn Thị Tuyết Ngân (57) 43' | Chi tiết | Ngân Thị Vạn Sự (16) 2' · Phạm Thị Thu Hiền (11) 30' · Phạm Thị Lan Anh (4) 85' · Nguyễn Thị Lan (1) 90' |

### Vòng 2
| U19 Than Khoáng Sản Việt Nam                                                               | 4–0      | U19 Hà Nội |
| ------------------------------------------------------------------------------------------ | -------- | ---------- |
| Hà Thị Nhài (23) 8', 33' · Nguyễn Thị Kim Anh (15) 16' (ph.l.n) · Nguyễn Thị Loan (22) 82' | Chi tiết |            |

| U19 Phong Phú Hà Nam                                   | 0–1      | U19 Thành phố Hồ Chí Minh                                                               |
| ------------------------------------------------------ | -------- | --------------------------------------------------------------------------------------- |
| Trần Thị Vượng (4) 85' · Nguyễn Thị Thùy Linh (42) 90' | Chi tiết | Hồ Thị Anh Đào (42) 4' · Hoàng Thị Ngọc Tâm (46) 39' · Nguyễn Thị Tuyết Ngân (57) 90+2' |

### Vòng 3
| U19 Hà Nội                                                                     | 2–2      | U19 Phong Phú Hà Nam                                                              |
| ------------------------------------------------------------------------------ | -------- | --------------------------------------------------------------------------------- |
| Ngân Thị Vạn Sự (16) 46' · Bạch Thu Hiền (7) 72' · Nguyễn Thị Kim Anh (15) 75' | Chi tiết | Nguyễn Thị Nụ (25) 12' · Trương Thị Ánh Nguyệt (28) 26' · Trần Thị Duyên (19) 62' |

| U19 Thành phố Hồ Chí Minh                                                           | 1–2      | U19 Than Khoáng Sản Việt Nam                                                                                      |
| ----------------------------------------------------------------------------------- | -------- | --- |
| Lê Diễm Mi (50) 25' · Nguyễn Thị Ngọc Giàu (4) 55' · Nguyễn Ngọc Thanh Như (20) 70' | Chi tiết | Nguyễn Thị Thúy (21) 50' · Đinh Thị Thùy Dung (27) 81' · Nguyễn Thị Ngọc Lê (3) 82' · Đinh Thị Thùy Dung (27) 90' |

### Vòng 4
| U19 Phong Phú Hà Nam     | 0–5      | U19 Than Khoáng Sản Việt Nam |
| ------------------------ | -------- | --- |
| Trương Thị Thúy (17) 81' | Chi tiết | Nguyễn Thị Trúc Hương (7) 24' · Đinh Thị Thùy Dung (27) 49' · Nguyễn Thị Thúy (21) 54' · Hà Thị Nhài (23) 60' · Lương Thị Thu Thương (6) 85' |

| U19 Thành phố Hồ Chí Minh | 0–2      | U19 Hà Nội                                                                    |
| ------------------------- | -------- | ----------------------------------------------------------------------------- |
| Cù Thị Huỳnh Như (56) 90' | Chi tiết | Trần Thị Hải Linh (10) 62' · Nguyễn Thị Hoa (14) 74' · Trần Thị Nhung (9) 20' |

### Vòng 5
| U19 Than Khoáng Sản Việt Nam                         | 2–1      | U19 Hà Nội            |
| ---------------------------------------------------- | -------- | --------------------- |
| Nguyễn Thị Trúc Hương (7) 27' · Hà Thị Nhài (23) 45' | Chi tiết | Bạch Thu Hiền (7) 52' |

| U19 Phong Phú Hà Nam                                                         | 1–4      | U19 Thành phố Hồ Chí Minh                                                            |
| ---------------------------------------------------------------------------- | -------- | ------------------------------------------------------------------------------------ |
| Lê Diễm Mi (50) 22' · Nguyễn Thị Thùy Linh (42) 73' · Nguyễn Thị Nụ (25) 84' | Chi tiết | Nguyễn Thị Nụ (25) 16', 89' · Nguyễn Thị Minh Anh (5) 59' · Trần Hiền Anh (37) 90+3' |

### Vòng 6
| U19 Hà Nội            | 1–2      | U19 Phong Phú Hà Nam                                 |
| --------------------- | -------- | ---------------------------------------------------- |
| Bạch Thu Hiền (7) 65' | Chi tiết | Nguyễn Thị Nụ (25) 21', 49' · Trần Thị Vượng (4) 92' |

| U19 Thành phố Hồ Chí Minh | 0–1      | U19 Than Khoáng Sản Việt Nam                     |
| ------------------------- | -------- | ------------------------------------------------ |
|                           | Chi tiết | Hà Thị Nhài (23) 68' 68' · Bùi Thị Thúy (12) 71' |

## Bảng xếp hạng
| 1 | U19 nữ Than Khoáng sản Việt Nam | 6 | 6 | 0 | 0 | 15-2 | +13 | 18 |
| 2 | U19 nữ Phong Phú Hà Nam         | 6 | 2 | 1 | 3 | 8-11 | -3  | 7  |
| 3 | U19 nữ Hà Nội                   | 6 | 1 | 2 | 3 | 7-11 | -4  | 5  |
| 4 | U19 nữ Thành phố Hồ Chí Minh    | 6 | 1 | 1 | 4 | 4-10 | -6  | 4  |

## Tổng kết mùa giải
- Đội Vô địch: U19 nữ Than Khoáng Sản Việt Nam
- Đội thứ Nhì: U19 nữ Phong Phú Hà Nam
- Đội thứ Ba: U19 nữ Hà Nội
- Đội đoạt giải phong cách: U19 nữ Than Khoáng Sản Việt Nam
- Cầu thủ xuất sắc nhất giải: Nguyễn Thị Trúc Hương (7 - U19 nữ Than Khoáng Sản Việt Nam)
- Thủ môn xuất sắc nhất giải: Trần Thị Ngọc Anh (28 - U19 nữ Than Khoáng Sản Việt Nam)
- Cầu thủ ghi nhiều bàn thắng nhất giải: Nguyễn Thị Nụ (25 - U19 nữ Phong Phú Hà Nam, 5 bàn), Hà Thị Nhài (23 - U19 nữ Than Khoáng Sản Việt Nam, 5 bàn)